# Куйбишевське сільське поселення
Ку́йбишевське сільське́ посе́лення — муніципальне утворення в складі Куйбишевського району Ростовської області Росії. Адміністративний центр — село Куйбишево. Загальна площа поселення становить 278,44 км².
За даними перепису населення 2010 року на території сільського поселення проживала 7971 особа. Частка чоловіків у населенні складала 46,7% або 3722 осіб, жінок — 53,3% або 4249 осіб.

## Склад
Населені пункти, що входять до складу сільського поселення:
| №  | Назва                | Тип   | Населення (2010), ос. |
| -- | -------------------- | ----- | --------------------- |
| 1  | Куйбишево            | село  | 6145                  |
| 2  | Берестовський        | хутір | 71                    |
| 3  | Зарєчний             | хутір | 56                    |
| 4  | Ленінський           | хутір | 89                    |
| 5  | Новоалександровський | хутір | 1                     |
| 6  | Новобахмутський      | хутір | 264                   |
| 7  | Новоівановський      | хутір | 37                    |
| 8  | Новоольховський      | хутір | 54                    |
| 9  | Ольховський          | хутір | 251                   |
| 10 | Приміуський          | хутір | 153                   |
| 11 | Реп'яховатий         | хутір | 45                    |
| 12 | Руське               | село  | 449                   |
| 13 | Свободний            | хутір | 354                   |
| 14 | Скелянський          | хутір | 2                     |